# Afroheterozercon
Genre
Afroheterozercon est un genre d'acariens mesostigmates de la famille des Heterozerconidae.

## Distribution
Les espèces de ce genre se rencontrent sur des myriapodes et des termites en Afrique subsaharienne.

## Liste des espèces
- Afroheterozercon ancoratus Fain, 1989
- Afroheterozercon pachybolus (Fain, 1988)
- Afroheterozercon spirostreptus (Fain, 1988)

## Publication originale
- Fain, 1989 : Notes on mites associated with Myriapoda 4. New taxa in the Heterozerconidae (Acari, Mesostigmata). Bulletin de l'Institut Royal des Sciences Naturelles de Belgique Entomologie, vol. 59, p. 145-156.